# Mda (fiume)
La Mda (in russo Мда?) è un fiume della Russia europea occidentale tributario di destra del fiume Msta. Appartiene al bacino del Mar Baltico. Scorre nei rajon Ljubytinskij e Malovišerskij dell'oblast' di Novgorod.

## Descrizione
Il fiume si forma alla confluenza di due piccoli fiumi: Mdička e Ol'cha. Ha una lunghezza di 91 km, 101 calcolati assieme alla Mdička. L'area del suo bacino è di 673 km². La prima età del suo percorso scorre in direzione nord-occidentale, all'insediamento di tipo urbano di Nebolči svolta verso sud-ovest. Il letto del fiume è molto tortuoso, roccioso. Gli insediamenti sulle sponde della Mda sono più di 20, il maggiore è Nebolči. La foce del fiume si trova a 179 km lungo la riva destra del fiume Msta. L'altezza della foce è di 35,8 m sul livello del mare.